# Glen St. Mary
Glen St. Mary är en kommun (town) i Baker County i Florida. Vid 2010 års folkräkning hade Glen St. Mary 437 invånare.